# Villers-Canivet
Villers-Canivet è un comune francese di 729 abitanti situato nel dipartimento del Calvados nella regione della Normandia.

## Società

### Evoluzione demografica
Abitanti censiti